# Zona Tripartida de Livre-Comércio
A Zona Tripartida de Livre Comércio - ZTLC, também chamada de Zona Tripartita de Livre Comércio, Zona Tripartite de Livre Comércio ou até Área de Comércio Livre Tripartida, é uma zona de livre comércio africana que visa a implantação de um mercado comum.

## Histórico
A Zona Tripartida de livre comércio é a maior zona de livre comércio africana. Estende-se de norte a sul da África, indo do Egito a África do Sul. Toma praticamente toda a parte leste do continente africano. O acordo foi firmado entre os países no dia 10/06/2015.
Abrange mais de 625 milhões de habitantes e mais de 1 trilhão de dólares de PIB acumulado. Tem como objetivo a formação de um mercado comum, unificando tarifas e facilitando a livre circulação de mercadorias. Após a assinatura do tratado, o acordo espera aprovação pelos legislativos de todos os países membros, tendo como possível data para entrar em vigor 2017.

## Membros
O acordo unifica três acordos menores existentes no continente africano. Seus membros são os formadores do Mercado Comum da África Oriental e Austral (COMESA), da Comunidade da África Oriental (EAC) e da Comunidade para o Desenvolvimento da África Austral (SADC).

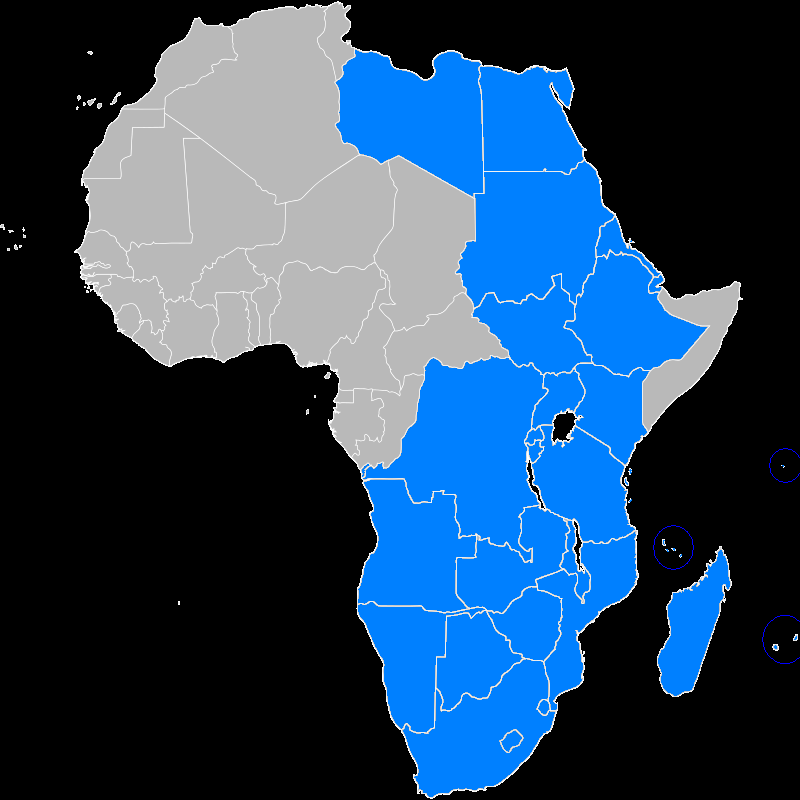
mapa da Zona Tripartida de Livre Comércio

| País                           | Zona Comercial anterior |
| ------------------------------ | ----------------------- |
| África do Sul                  | SADC                    |
| Angola                         | SADC                    |
| Botswana                       | SADC                    |
| Burundi                        | COMESA e EAC            |
| Comores                        | COMESA                  |
| Djibuti                        | COMESA                  |
| Egito                          | COMESA                  |
| Eritreia                       | COMESA                  |
| Etiópia                        | COMESA                  |
| Lesoto                         | SADC                    |
| Líbia                          | COMESA                  |
| Madagáscar                     | COMESA e SADC           |
| Malawi                         | COMESA e SADC           |
| Ilhas Maurícias                | COMESA e SADC           |
| Moçambique                     | SADC                    |
| Namíbia                        | SADC                    |
| Quênia                         | COMESA e EAC            |
| República Democrática do Congo | COMESA e SADC           |
| Ruanda                         | COMESA e EAC            |
| Seicheles                      | COMESA e SADC           |
| Essuatíni                      | COMESA e SADC           |
| Sudão                          | COMESA                  |
| Sudão do Sul                   | EAC                     |
| Tanzânia                       | SADC e EAC              |
| Uganda                         | COMESA e EAC            |
| Zâmbia                         | COMESA e SADC           |
| Zimbabwe                       | COMESA e SADC           |